# Frieda Gallati
Pour les articles homonymes, voir Gallati.
Frieda Gallati, née le 12 septembre 1876 à Glaris et morte le 30 décembre 1955 dans la même commune, est une historienne suisse et une militante pour le droit de vote des femmes. Elle est la deuxième Suissesse à obtenir un doctorat en histoire.

## Biographie
Frieda Gallati naît le 12 septembre 1876 à Glaris. Elle est la fille du cordonnier, puis avocat et conseiller national Rudolf Gallati et de Martha Zweifel. Son frère, également nommé Rudolf Gallati, est également avocat et conseiller national,,.
Elle fréquente les écoles de Glaris, puis l'école supérieure de filles de Zurich. Dès le semestre d'hiver 1896, elle s'attire les faveurs de ses professeurs de l'Université de Zurich avec la précision qui la caractérise. Elle est la deuxième Suissesse à obtenir un doctorat en histoire en 1902. En 1907, elle épouse Wilhelm Melchior, un professeur allemand dont elle divorce en 1915. Après son divorce, elle doit redemander la nationalité suisse, perdue du fait de son mariage avec un citoyen allemand.
En 1930, elle fonde l'Association glaronaise pour les intérêts féminins, dans le but d'obtenir le droit de vote pour les femmes. La revendication n'aboutit pas, la Landsgemeinde rejetant en 1936 l’introduction du droit de vote des femmes sur les questions ecclésiastiques, scolaires et d’assistance publique. Frieda Gallati démissionne alors de la présidence de l'association et se retire de la politique,.
Éminente historienne, elle publie deux études détaillées sur la guerre de Trente Ans. Ses recherches sur Aegidius Tschudi ont apporté de nouveaux éléments à l'histoire glaronaise.
Elle meurt le 30 décembre 1955 dans sa commune natale.

## Hommage
La Société générale suisse d’histoire et la Société d’histoire du canton de Glaris la nomment membre d’honneur.
En 2021, à l'occasion du cinquantième anniversaire du droit de vote et d'éligibilité des femmes en Suisse, le canton de Glaris installe, dans un jardin public, une stèle avec les portraits de neuf pionnières originaires du canton, dont celui de Frieda Gallati.

## Publications
- Der "Königliche Schwedische in Teutschland geführte Krieg" des Bogislav Philipp von Chemnitz und seine Quellen. Frauenfeld: Huber 1902 (zugleich Dissertation Universität Zürich, Digitalisat).
- Eidgenössische Politik zur Zeit des Dreissigjährigen Krieges. In: Jahrbuch für schweizerische Geschichte 43 (1918) 1–149 (online); 44 (1919) 1–258 (online).
- Die Eidgenossenschaft und der Kaiserhof zur Zeit Ferdinands II. und Ferdinands III., 1619-1657. Geschichte der formellen Lostrennung der Schweiz vom Deutschen Reich im Westfälischen Frieden. Zürich; Leipzig: Leemann 1932.
- Gilg Tschudi und die ältere Geschichte des Landes Glarus. Glarus: Baeschlin 1938.